# 北海道厚生局
北海道厚生局（ほっかいどうこうせいきょく）は、北海道札幌市にある厚生労働省の地方支分部局で、北海道全域を管轄している。

## 組織
- 総務部門 - 総務管理官
  - 総務課
  - 企画調整課
  - 年金管理課
- 年金管理官
  - 年金審査課
- 健康福祉部 - 部長
  - 健康福祉課
  - 医事課
  - 食品衛生課
  - 地域包括ケア推進課
  - 保険年金課
- 指導部門 - 指導総括管理官
  - 管理課
  - 医療課
  - 調査課
- 麻薬取締部 - 部長
  - 調査総務課
  - 捜査課
  - 情報官
  - 鑑定官
- 社会保険審査官